# HD 191603
HD 191603，又名CP-63 4571，SAO 254756、HR 7707，是一颗恒星，视星等为6.09，位于銀經332.97，銀緯-33.29，其B1900.0坐标为赤經20h 5m 33.3s，赤緯-63° -33.29′ 57″。